# San Andrés (stad)
San Andrés is een stad op het gelijknamige eiland en de hoofdstad van het Colombiaanse departement San Andrés en Providencia.
In de stad wonen ongeveer 55.000 mensen. Ongeveer 40% van de inwoners spreekt een versie van Engels, die zij Creole noemen.

De eilanden San Andrés, Santa Catalina en Providencia